# Szerdahelyi utca
Szerdahelyi utca est une rue située dans le quartier de Magdolna, dans le 8e arrondissement de Budapest. Elle relie Mátyás tér à Teleki László tér et est parcourue par la ligne  99 du réseau de bus de Budapest. On y trouve le marché temporaire à l'angle de Teleki László tér et de Karácsony Sándor utca.